# جایرون فلیسیانو داماسیو
جایرون فلیسیانو داماسیو (به پرتغالی: Jairon Feliciano Damásio) مهاجم اهل برزیل است که در شهر برازیلیا و در تاریخ ۲۱ آوریل ۱۹۸۱ به دنیا آمده‌است.
جایرون فلیسیانو داماسیو در تیم‌های فوتبال Atlético (Três Corações) سابقهٔ حضور دارد.